# Oberwildflecken
Oberwildflecken ist ein Gemeindeteil des Marktes Wildflecken im unterfränkischen Landkreis Bad Kissingen in Bayern.

## Geschichte
Die Siedlung entstand 1940 als Munitionsanstalt, mit Wohngebäuden, Baracken, Hallen und Anschluss an die Bahnstrecke Jossa–Wildflecken, im Heeresgutsbezirk Wildflecken. 1951 kam der Ort zur neu gegründeten Gemeinde Neuwildflecken und 1970 durch Zusammenschluss der Gemeinden zu Wildflecken.

## Einwohnerentwicklung
- 1950: 00 450 Einwohner, 18 Wohngebäude[3]
- 1961: 00 518 Einwohner, 40 Wohngebäude[4]
- 1970: 00 718 Einwohner[5]
- 1987: 00 430 Einwohner, 129 Wohngebäude, 276 Wohnungen[6]
- 2015: 00 419 Einwohner[7]

## Tourismus
An der Wilhelmshavener Straße befindet sich das Feriendorf Wildflecken des CVJM Wilhelmshaven. Seit den 1960er Jahren verbringen Wilhelmshavener Kinder und Jugendliche jedes Jahr unterschiedliche Ferienfreizeiten zumeist in Trägerschaft kirchlicher Einrichtungen. Auf dem rund 25.000 m² großen Freizeitgelände am Fuße des Kreuzberges befinden sich 24 einfache Blockhäuser sowie weitere Gemeinschaftsgebäude.